# Stanisław Kafel

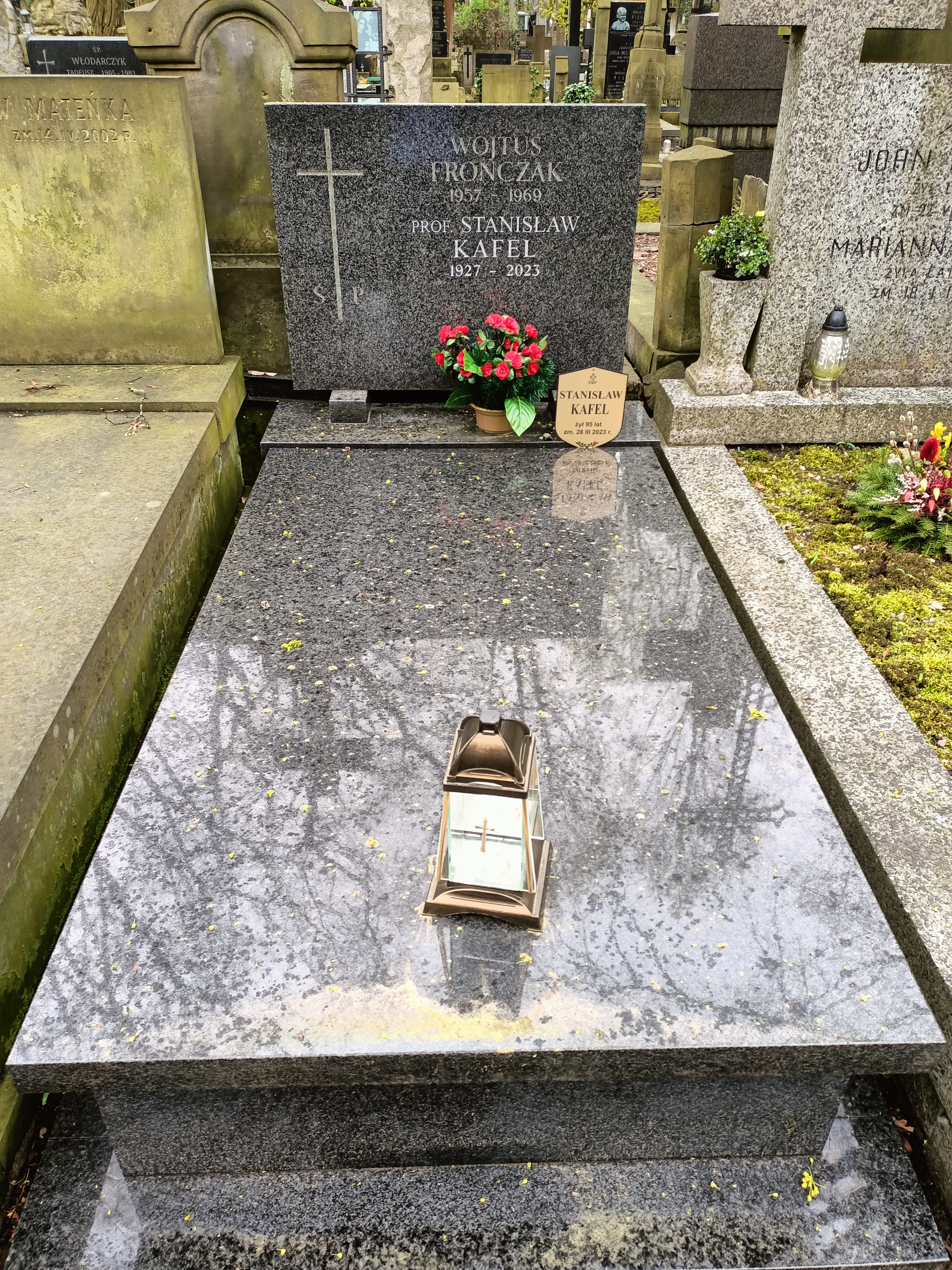
Grób Stanisława Kafla na cmentarzu powązkowskim w Warszawie

Stanisław Kafel (ur. 1 lipca 1927 we Wrocance, zm. 28 marca 2023 w Warszawie) – polski naukowiec, prof. zw. dr hab., lekarz weterynarii. Twórca szybkiego płytkowego testu ureazowego Pronto Dry do wykrywania bakterii Helicobacter pylori.

## Życiorys
Urodził się i spędził dzieciństwo w rodzinnej Wrocance koło Krosna w rodzinie Alojzego i Józefy z domu Baran. W czasie II wojny światowej uczestnik ruchu oporu w ramach oddziału partyzanckiego OP-15 za sprawą por. Stanisława Wenklara ps. Wujek i swojego starszego brata Kazimierza Kafla. W 1947 ukończył Państwowe Liceum im. Mikołaja Kopernika w Krośnie. Absolwent Wydziału Weterynarii Uniwersytetu Marii Curie-Skłodowskiej w Lublinie (1952).
Prywatnie dwukrotnie żonaty. Z pierwszą żoną Marią z domu Olszewską (ślub 1953) miał syna Grzegorza (ur. 1958). Drugą żoną była Wanda z domu Grabowska (ślub 1974).
Pochowany 4 kwietnia 2023 na Starych Powązkach w Warszawie.

## Działalność naukowa
- 1953-1971 – naukowiec, asystent, a następnie kierownik Zakładu Mikrobiologii Państwowego Instytutu Weterynarii w Puławach,
- 1961 – tytuł doktora nauk weterynaryjnych nadany przez Wyższą Szkołę Rolniczą w Lublinie, obrona pracy doktorskiej pt. „Znaczenie występowania pałeczek Salmonelli w produktach mięsnych”,
- 1964 – stypendysta na Uniwersytecie Stanu Iowa w Ames (USA)[4],
- 1971-1976 – pracownik Organizacji Narodów Zjednoczonych do spraw Wyżywienia i Rolnictwa (FAO) w Rzymie[5],
- 1971 – stopień doktora habilitowanego nauk weterynaryjnych nadany przez Wyższą Szkołę Rolniczą w Lublinie,
- 1976-1983 – kierownik Katedry Higieny Produktów Zwierzęcych Wydziału Weterynaryjnego Akademii Rolniczo-Technicznej w Olsztynie[6],
- 1981-1982 – konsultant Światowej Organizacji Zdrowia (WHO) w Dżakarcie (Indonezja) d.s. wdrożenia programu higieny żywności,
- 1982 – konsultant Światowej Organizacji Zdrowia (WHO) w Nowe Delhi (Indie) d.s. przygotowania regionalnego programu zapobiegania chorobom i infekcjom wewnątrzjelitowym,
- 1983-1993 – kierownik Zakładu Patofizjologii Klinicznej i Dietetyki Instytut Żywności i Żywienia im. prof. dra med. Aleksandra Szczygła w Warszawie,
- 1989 – tytuł profesora zwyczajnego nauk weterynaryjnych (8 czerwca 1989),
- 1993-1999 – doradca naukowy Zakładu Mikrobiologii Instytut Żywności i Żywienia im. prof. dra med. Aleksandra Szczygła w Warszawie[7].

Od 1978 r. aż do śmierci zaangażowany w prace badawcze dotyczące mikrobiologicznej i klinicznej patogeniczności po infekcji bakterii Helicobacter Pylori u człowieka. Jest twórcą znanego i wykorzystywanego na całym świecie szybkiego płytkowego testu ureazowego Pronto Dry, służącego do wykrywania tej bakterii w żołądku. Test ten był potem wielokrotnie przez niego modyfikowany i udoskonalany.

## Publikacje
- Stanisław Kafel, The problem of bacteriological judgement of pasteurized canned meat products in Poland, „Bulletin of the Veterinary Institute in Puławy”, 5 (3-4), 1961, s. 54-57, ISSN 0042-4870 [dostęp 2023-06-22] (ang.).
- Stanisław Kafel, E. Ozdzynska, The estimation of the hitherto applied method of E. coli detection in meat curing brines, „Bulletin of the Veterinary Institute in Puławy”, 11 (1-2), 1967, s. 55-57, ISSN 0042-4870 [dostęp 2023-06-22] (ang.).
- Stanisław Kafel, Zbigniew Gaugusch, Marian Truszczyński, Zagadnienie higieny i diagnostyki mikroflory mleka i produktów mlecznych, Puławy: Instytut Weterynarii. Zakład Organizacji i Upowszechniania Badań Naukowych, 1968, s. 1-52, OCLC 838985461 [dostęp 2023-05-14] (pol.).
- Stanisław Kafel, Czy N-nitrozwiązki występujące w żywności są rakotwórcze dla ludzi?, „Żywienie Człowieka i Metabolizm”, 11 (4), 1984, s. 305-312, ISSN 0209-164X [dostęp 2023-06-22] (pol.).
- Stanisław Kafel, Znaczenie tłuszczów nienasyconych w karcynogenezie, „Żywienie Człowieka i Metabolizm”, 14 (2), 1987, s. 117-121, ISSN 0209-164X [dostęp 2023-06-22] (pol.).
- Badania przeżywalnosci Heliobacter pylori w mleku, [w:] S Kafel, E. Pogorzelska, A. Lekowska-Kochaniak, Roczniki Państwowego Zakładu Higieny 1993/44/2-3, bibliotekanauki.pl, 1993, s. 171-173 [dostęp 2023-06-22] (pol.).
- Stanisław Kafel, Leczniczy jogurt, „Przemysł Spożywczy”, 50 (10), 1996, s. 1-23, ISSN 0033-250X [dostęp 2023-06-22] (pol.).
- Stanisław Kafel, A. Lekowska-Kochaniak, J. Popowski, Badania wplywu wybranych dodatkow do zywnosci na skutecznosc dzialania metronidazolu na Helicobacter pylori, „Żywienie Człowieka i Metabolizm”, 23 (1), 1996, s. 26–29, ISSN 0209-164X [dostęp 2023-06-22] (pol.).
- Stanisław Kafel i inni, Wplyw sorbinianu potasowego na skutecznosc dzialania klarytromycyny na Helicobacter pylori in vitro, „Żywienie Człowieka i Metabolizm”, 24 (1), 1997, s. 75–80, ISSN 0209-164X [dostęp 2023-06-22] (pol.).
- Stanisław Kafel, J. Popowski, A. Grodowska, Zasady ustalania i stosowania wymagan mikrobiologicznych dla zywnosci, „Żywność, Żywienie a Zdrowie”, 06 (1), 1997, s. 39–43, ISSN 1425-5774 [dostęp 2023-06-22] (pol.).
- Stanisław Kafel i inni, Comparative investigations of urease test and Brucella agar plating in the diagnosis of Helicobacter pylori infections, „Journal of Physiology and Pharmacology. Supplement”, 48 (1), 1997, s. 49, ISSN 0867-5910 [dostęp 2023-06-22] (ang.).
- Stanisław Kafel, Styl zycia nie jest bez winy [I], „Przegląd Gastronomiczny”, 51 (04), 1998, s. 36–37, ISSN 0033-2119 [dostęp 2023-06-22] (pol.).
- Stanisław Kafel, Środowiskowe podłoże nowotworów, „Zdrowa Żywność - Zdrowy Styl Życia” (1), 1999, s. 7–9, ISSN 1232-261X [dostęp 2023-06-22] (pol.).
- Stanisław Kafel, J. Popowski, L. Szponar, Comparative evaluation of urease tests and culture used in the detection of Helicobacter pylori in gastric mucosa biopsies, „Żywienie Człowieka i Metabolizm”, 29 (1-2), 2002, s. 21-28, ISSN 0209-164X [dostęp 2023-06-22] (ang.).
- Stanisław Kafel, Anna Siwiec, Investigations on the diagnostic value of the Pronto Dry urease test for the detection of Helicobacter pylori infection, Gastroenterologia Polska: organ Polskiego Towarzystwa Gastroenterologii, 2010, s. -, ISSN 1232-9886, OCLC 999096069 [dostęp 2023-05-14] (ang.).